# Mario d'Angelo
Mario d'Angelo es un académico francés, consultor en management y autor, nacido en 1954 con ascendencia italiana y alemana.
Su trabajo en el campo de la cultura y las industrias creativas tiene que ver con el análisis de sistemas y el enfoque interdisciplinario (políticas públicas, gestión cultural, sociología de las organizaciones, economía e historia). Sus investigaciones empíricas están centradas en el contexto europeo.
Sus escrituras públicas han aparecido en Les Échos, Le Monde Diplomatique, La Tribune, y otros diarios franceses.

## Publicaciones
D'Angelo ha publicado ampliamente en francés, y varios de sus libros han sido traducidos al inglés:
- Políticas culturales en Europa (4 volúmenes). Estrasburgo: Publicaciones del Consejo de Europa:

1. (Con Paul Vesperini) A comparative Approach ISBN 978-92-871-3391-5
2. (Con P. Vesperini) Method and practice of evaluation
3. (Con P. Vesperini) Regions and decentralisation
4. Local issues

- Regards croisés sur l'Occident (con Djamchid Assadi), Eurorient n° 31, 2011, L'Harmattan
- La Musique à la Belle Époque, París, éditions Le Manuscrit, 2013
- Acteurs culturels: Positions et stratégies dans le champ de la culture et des industries créatives. Une étude sur 20 pays d'Europe. París, Éditions Idée Europe (coll. Innovations & Développement), 2018, (ISBN 2-909941-13-2)
- Qui sont les acteurs culturels ? Une typologie des situations stratégiques dans le champ culturel et créatif], Paris, Editions Le Manuscrit, 2025 ISBN 978-2-304-05646-4